# Almelo Allee
Almelo Allee is een jaarlijks recreatief evenement om jong en oud in beweging te brengen en in contact met de natuur in het Almelose buitengebied.
De eerste loop werd in 2014 rondom de Gravenallee georganiseerd.
Het evenement trekt meer dan duizend deelnemers. Er is een onderdeel voor hardlopers, fietsers, wandelaars en voor mindervaliden.
De stichting wordt voorgezeten door de graaf van Rechteren Limpurg en het evenement is rondom en in het buitengebied van huis Almelo.